# Гірський тиск
Гірський тиск — тиск, що створюється вагою гірських порід, які залягають над флюїдовмісним, наприклад, газовим пластом:
Pгір=0,001∙γп∙L∙g, 
де Ргір — гірський тиск в МПа;
γп — середня питома вага гірських порід вищезалеглих пластів з урахуванням рідин, що їх насичують в г/см3 або т/м3; при орієнтовних розрахунках приймається γп = 2,5 т/м3.
L — глибина від поверхні землі до точки пласта, в якій визначається гіський тиск в м;
g — прискорення вільного падіння, м/с2.